# Рождественский собор (Орёл)
Собор Рождества Богородицы — первый храм города Орла, в XVI—XVIII веках стоявший у слияния Оки и Орлика, на территории Орловской крепости.

## История
История Рождественского храма неотделимо связана с историей Орловской крепости. Первый храм был срублен из дерева в 1564 году. Через два года вокруг храма стали подниматься стены кремля.  В Смутное время — после пребывания в Орле Лжедмитрия II и после разорения крепости литовцами — храм несколько раз горел дотла, но затем отстраивался, пока в 1615 году не был разорён вместе с городом до основания. Территория кремля пустовала в течение двадцати лет. Лишь в 1636 году воеводой Борисом Савостьяновичом Колтовским крепость была заново отстроена в качестве острога. Внутри кремля размещался Рождественский собор с дворами причта.

К 1724 году рубленый город перестал выполнять функции фортификационной крепости и находился в плачевном состоянии. Ветхие деревянные стены и постройки в некоторых местах развалились и растаскивались на дрова. Проведённый 25 января 1731 года осмотр деревянного храма показал плачевное состояние здания церкви. Вскоре вместо обветшавшего деревянного храма был построен каменный Рождественский собор с приделом Успения Богородицы. Новый храм был одноглавым, двухэтажным с каменной колокольней и папертью и представлял собой «церковь не весьма обширную и умеренно отделанную». Но каменный собор просуществовал относительно недолго. Постоянные подтопления стрелки привели к тому, что вода Оки и Орлика подмыла стены, по фасаду пошли трещины, а колокольня угрожающе наклонилась. Ко всему прочему храм был довольно мал и стал неудобен для прихожан ставшего губернским города. В 1760 году при воеводе Черкасове на месте Большой Караульной башни Орловского кремля началось строительство новой каменной колокольни с проезжими воротами. В нижнем этаже должна была расположиться церковь для ранних обеден. Но со сменою воеводы Черкасова строительство остановилось, а поднявшееся от фундамента всего на один этаж здание стало использоваться для хранение старых бумаг. В 1777 году разбирается старая колокольня, а в 1780-е, по решению Орловского наместнического правления, и недостроенная новая. По утверждённому плану города бывшая территория Орловского кремля должна была пойти под обывательскую застройку. В 1786 году губернскому архитектору Кливеру было поручено освидетельствовать старый собор. В его отчёте отражено неудовлетворительное состояние каменного собора: 
...в оном соборе во многих местах имеются немалые трещины от основания и до верха, многие кирпичи выкрошились, а придел от настоящей церкви немалою трещиною отделился от низу и до верху, и словом — вся церковь стоит ветхою и весьма непрочною...
 В 1786 году Рождественский собор был разобран, а оставшийся кирпич пошёл на строительство кладбищенской Сергиевской церкви. На месте собора поставили памятный каменный столб, однако он простоял всего около 50 лет, а после это место занял дом купца Сошина.

## Память о храме
В 1974 году на месте Рождество-Богородичного собора скульптором Б. А. Зуборевым была установлена деревянная скульптурная группа «Основатели Орла». Для изготовления скульптур были использованы стволы дубов возрастом 400-500 лет, т.е. одного возраста с городом. Группа состояла из 3 фигур: зодчего, строителя, или работного человека, и воина. Зодчий держал в правой руке небольшой макет будущей крепости, состоящий из крепостной стены, городских построек и церквей. Работный человек держал в левой руке топор, служивший ему в разные моменты то строительным инструментом, то боевым оружием, а правой рукой прикрывал глаза от солнца, всматриваясь вдаль. Воин в шлеме и кольчуге был с мечом и копьём, готовый в любую минуту вступить в бой с незваными гостями. Каждая фигура была окружена дубовыми сваями, которые символизировали стены крепости, а также делали более устойчивыми сами фигуры. В 1990-х скульптурная группа, во многом благодаря вандализму, пришла в полную ветхость и развалилась. Через некоторое время фигуры были окончательно демонтированы. Ныне на месте первого орловского собора на стрелке находится лишь клумба и памятный знак камень «Детинец».
Вопрос о возрождении исторического центра города Орла — восстановлении Орловского кремля и Рождественского храма — начал обсуждаться в 1980-х годах. Однако сдвиги наметились только в конце 2000-х. Подробный проект восстановления Орловского кремля с действующим Рождественским собором в центре был подготовлен выпускницей ОГТУ Ольгой Захаровой при помощи орловского краеведа Владимира Неделина. Проект восстановления был внесён в план мероприятий по подготовке к 450-летию города Орла, но так и не был реализован.

## Раскопки храма в 2021 г.
В 2021 г. в Орле закрылся на ремонт Красный мост, составной частью этого проекта были археологические раскопки предмостных площадей, по окончании которых было принято решение продолжить раскопки в другой локации, и выбор пал на площадку Рождественского собора. В ходе раскопок был обнаружен фундамент собора, предметы утвари и керамики XII века, а также останки в общей сложности 20 человек церковного звания, погребённых в разных частях раскопа подле собора.